# Duce de Sussex

Blazonul Ducelui de Sussex

Duce de Sussex este titlu ceremonial al nobilimii britanice. A fost conferit la 24 noiembrie 1801 Prințului Augustus Frederick, al șaselea fiu al regelui George al III-lea. El a fost făcut Baron Arklow și Earl de Inverness în același timp. Titlul i-a fost acordat Prințului Harry de Wales în dimineața nunții sale cu Meghan Markle, la 19 mai 2018.Lady Louise a primit acest titlu,iar ia va avea angajamente regale din luna Martie a anului 2024.

## Istoric
Prințul Augustus Frederick s-a căsătorit în 1793 cu Lady Augusta Murray  la Westminster, și apoi cu Lady Cecilia Gore la Palatul Great Cumberland din Londra, la 2 mai 1831. Ambele căsătorii au venit în contradicție cu Actul Căsătoriilor Regale din 1772, acest lucru însemnând că urmașii cuplului erau considerați nelegitimi. Nefiind soția legitimă a Prințului, Lady Cecilia n-a putut să fie primită la curte. În cele din urmă (la 30 martie 1840) a primit titlul de ducesă de Inverness de la regina Victoria. Cum Augustus Frederick nu a avut copii legitimi, titlurile lui s-au stins odată cu moartea sa în 1843.
În 1999, în perioada care a dus la nunta printului Eduard, cel mai tânăr fiu al reginei Elisabeta a II-a, experții au sugerat ducatul de Sussex sau Cambridge drept cel mai probabil titlu care să i se acorde. Însă, Printul Eduard a fost creat Earl de Wessex și s-a anunțat că va fi creat Duce de Edinburgh, titlu deținut în prezent de către tatăl său, Prințul Philip.  Au existat speculații din nou că Prințul William de Wales ar putea primi titlul de Sussex la nunta lui cu Catherine Middleton în aprilie 2011, însă a fost creat Duce de Cambridge. În același an, s-a spus că Prințului Harry de Wales i s-a promis titlul în ziua nunții sale. Titlul i-a fost acordat Prințului Harry de Wales în dimineața nunții sale cu Meghan Markle, la 19 mai 2018.

## Prima creare, 1801
| Nume | Portret                    | Naștere                                                                                           | Căsătorie                                                                               | Deces                                      |
| --- | -------------------------- | ------------------------------------------------------------------------------------------------- | --------------------------------------------------------------------------------------- | ------------------------------------------ |
| Prințul Augustus Frederick Casa de Hanovra 1801–1843 de asemenea: Conte de Inverness și baron Arklow (1801)                                                                                         | Prințul Augustus Frederick | 27 ianuarie 1773 Casa Buckingham, Londra fiu al regelui George al III-lea și al reginei Charlotte | 4 aprilie 1793 Lady Augusta Murray 2 copii 2 mai 1831 Lady Cecilia Underwood Fără copii | 21 aprilie 1843 Palatul Kensington, Londra |
| Căsătoria Prințului Augustus cu Lady Augusta Murray care a produs doi fii, a fost anulată prin "Royal Marriages Act 1772"; căsătoria a fost invalidată și toate titlurile s-au stins la moartea sa. |                            |                                                                                                   |                                                                                         |                                            |

## A doua creare, 2018
| Nume                                                                                               | Portret       | Naștere | Căsătorie                         | Deces |
| -------------------------------------------------------------------------------------------------- | ------------- | --- | --------------------------------- | ----- |
| Prințul Henry Casa de Windsor 2018–prezent de asemenea: Conte de Dumbarton și baron Kilkeel (2018) | Prințul Henry | 15 septembrie 1984 spitalul St Mary, Londra fiu al Prințului Charles de Wales și al Diana, Prințesă de Wales | 19 mai 2018 Meghan Markle 1 copil |       |